# 石坡镇
石坡镇，是中华人民共和国陕西省商洛市洛南县下辖的一个乡镇级行政单位。

## 行政区划
石坡镇下辖以下地区：
石坡街社区、罗窑村、纸房村、下庙村、周湾村、王村、香山村、石湾村、新华村、华星村、石羊村、李河村、肖湾村、刘塬村、樊岭村、桑坪村、寇窑村、碥头村、郝坪村、南坪村、王窑村、黑山村和红庙村。